# المركز الفلسطيني للتنمية الاقتصادية والاجتماعية
المركز الفلسطيني للتنمية الاقتصادية والاجتماعية (بالإنجليزية: Palestinian Center for Economic and Social Development)، هو مؤسسة فلسطينية أهلية غير حكومية وغير ربحية، تأسس عام 2003، برقم تسجيل من وزارة الداخلية الفلسطينية، يقع مقره العام في مدينة رام الله بالضفة الغربية.

## الإدارة
يحكم المركز هيئة عامة تضم 30 عضواً ( منهم 6 نساء) من مختلف التخصصات والمناطق يجتمعون مرة واحدة على الأقل في السنة لمناقشة التقرير الإداري والتقرير المالي والخطة السنوية، وانتخاب أعضاء مجلس الإدارة، يضم مجلس الإدارة الحالي 9 أعضاء.

## الأهداف
- العمل على تنمية المجتمع الفلسطيني لاسيما الريف والفئات المهمشة.[6]

- بناء القدرات المؤسسية والاقتصادية للتعاونيات والمؤسسات القاعدية، وكذلك متخصصين في القطاع الزراعي بشقيه النباتي والحيواني والمياه والبيئة.[7]

- بناء قدرات الشركاء من الجمعيات التعاونية بمختلف قطاعاتها.[8]

## الاهتمامات والقضايا الرئيسية التي يركز عليها المركز
- محدودية تطور الجمعيات التعاونية.[9]

- عدم توفر الحماية اللازمة  للمنتجات الزراعية والحرفية والريادية من الكوارث وسياسات الإحتلال.

- محدودية قدرات الأسر والمزارعين والمزارعات من الوصول لمصادر التمويل.

- محدودية فرص التدريب المهني الريادي المتاح للشباب والنساء في الريف والمناطق المهمشة.

- ضعف خدمات الإرشاد الزراعي والخدمات البيطرية. [10]